# Rüstung (Militär)
Als Rüstung (von althochdeutsch und mittelhochdeutsch ausstaffieren, bereitmachen) bezeichnet man die militärischen Maßnahmen und Mittel zur Vorbereitung einer kriegerischen Handlung, sei es Angriff oder Verteidigung. Als Aufrüstung bzw. Abrüstung werden die Erweiterung bzw. Reduzierung der Rüstung verstanden.
Mit der Herstellung von Rüstungsgütern und Wehrtechnik ist die Rüstungsindustrie mit ihren Rüstungsbetrieben befasst. Um die Kontrolle von Aufrüstung geht es beim Begriff der Rüstungskontrolle.

## Militärausgaben

Rüstungsausgaben der NATO (ohne USA) in % des Bruttoinlandsproduktes von 1999 bis 2008

Im Jahr 2006 betrugen die weltweiten Ausgaben für militärische Rüstung 900 Milliarden Euro, was einer Steigerung um 3,5 Prozent im Vergleich zum Vorjahr bedeutet. Knapp die Hälfte gaben die USA aus. 2008 betrugen die weltweiten Militärausgaben fast 1,5 Billionen Dollar. Die USA gaben 607 Milliarden aus, gefolgt von China, Frankreich und Großbritannien. In diesem Jahr war der Anteil der Rüstungsausgaben der europäischen NATO-Länder bei 1,65 % des Bruttoinlandsproduktes. Bei den Ländern Europas, die nicht der NATO angehören, lag dieser Anteil nur bei 1,15 %.
Die Rüstungsausgaben der EU-Mitgliedstaaten sanken in den letzten Jahren kontinuierlich – von 251 Milliarden Euro im Jahr 2001 auf 190 Milliarden Euro im Jahr 2012. Bis zum Jahr 2020 prophezeien Experten, dass die Ausgaben auf 147 Milliarden Euro abfallen werden. Der Rückgang lässt sich durch die enormen Einsparungen von Deutschland und Großbritannien und die konstant bleibenden Ausgaben Frankreichs erklären.
Ein direkter Vergleich der Rüstungsausgaben zwischen verschiedenen Ländern ist aufgrund der sehr unterschiedlichen Kostenstrukturen (Höhe des Soldes, Beschaffungskosten, Unterhalt etc.) rein monetär nicht möglich, sondern erfordert auch eine Detailbetrachtung im Hinblick auf Mannstärken, Ausbildung und Ausrüstung. So muss man laut Julian Lindley-French, John R. Allen und Ben Hodges beim Vergleich berücksichtigen, das die USA das bestbezahlte Militär haben, und die Kosten für einen russischen oder chinesischen Soldaten dagegen nur einen Bruchteil betragen. Nach der militärischen Kaufkraftparität gerechnet, verfügt China möglicherweise bereits über 80 % der militärischen Fähigkeiten der USA.
2012 gaben laut SIPRI alle Länder der Welt zusammengerechnet etwa 1750 Milliarden US-Dollar für Rüstung aus; 2011 waren es etwa 0,5 Prozent mehr. Zum ersten Mal seit Jahren sind die Gesamtausgaben etwas gesunken. Russland erhöhte seine Ausgaben im Jahr 2012 um 16 %, und reduzierte sie von 2013 auf 2014 um 3,76 % (siehe Tabelle unten).

### Rüstungsausgaben 2013 und 2014
| Land                         | 2013                | 2013          | 2014                | 2014          |
| Land                         | Ausgaben (Mrd. USD) | Anteil am BIP | Ausgaben (Mrd. USD) | Anteil am BIP |
| ---------------------------- | ------------------- | ------------- | ------------------- | ------------- |
| Vereinigte Staaten           | 640                 | 3,8 %         | 610                 | 3,5 %         |
| Volksrepublik China          | 188                 | 2,0 %         | 216                 | 2,1 %         |
| Russland                     | 87,8                | 4,1 %         | 84,5                | 4,5 %         |
| Saudi-Arabien                | 67,0                | 9,3 %         | 80,8                | 10,4 %        |
| Frankreich                   | 61,2                | 2,2 %         | 62,3                | 2,2 %         |
| Vereinigtes Königreich       | 57,9                | 2,3 %         | 60,5                | 2,2 %         |
| Deutschland                  | 48,8                | 1,4 %         | 46,5                | 1,2 %         |
| Japan                        | 48,6                | 1,0 %         | 45,8                | 1,0 %         |
| Indien                       | 47,4                | 2,5 %         | 50,0                | 2,4 %         |
| Südkorea                     | 33,9                | 2,8 %         | 36,7                | 2,6 %         |
| Italien                      | 32,7                | 1,6 %         | 30,9                | 1,5 %         |
| Brasilien                    | 31,5                | 1,4 %         | 31,7                | 1,4 %         |
| Australien                   | 24,0                | 1,6 %         | 25,4                | 1,8 %         |
| Türkei                       | 19,1                | 2,3 %         | 22,6                | 2,2 %         |
| Vereinigte Arabische Emirate | 19,0                | 4,7 %         | 22,8                | 5,1 %         |

Kursive Daten sind Schätzungen. Daten der V.A.E. für 2013 betreffen das Jahr 2012.

## Verfahren

### Breitenrüstung
Bei der „Breitenrüstung“ geht es um die schnelle Produktion von Waffen und Rüstungsgütern, um eine zügige Aufrüstung zu erreichen. Dazu werden viele verschiedene Waffenmodelle von mehreren Anbietern gleichzeitig beschafft. Der Vorteil der Breitenrüstung liegt in der raschen Expansion einer Streitmacht. Der Nachteil liegt darin, dass für die teilweise unüberschaubare Anzahl der Waffenmodelle verschiedenartige Munition und Ersatzteile organisiert werden müssen, was vor allem im Feld schwerwiegende logistische Probleme aufwirft. Der Begriff und das Konzept gehen zurück auf den Wehrmachtsgeneral und Leiter des Wirtschafts und Rüstungsamts Georg Thomas.

### Tiefenrüstung
Bei der „Tiefenrüstung“ geht es um die dauerhafte Sicherung der notwendigen Ressourcen für die Rüstungsproduktion, gewissermaßen also um die „Nachhaltigkeit“ der Rüstung. Sie ist von umso größerer Bedeutung, je länger und umfassender ein Krieg ist.
Tiefenrüstung war bei längeren militärischen Auseinandersetzungen im Grunde schon immer von Bedeutung. So galt es schon in der Antike, bei Seekriegen den Nachschub an geeignetem Holz für den Bau von Schiffen zu gewährleisten. Allerdings war die analytische Trennung von Tiefen- und Breitenrüstung bis ins 19. Jahrhundert hinein bedeutungslos, weil der materielle Bedarf an Rüstungsgütern relativ gering war und diese Rüstungsgüter zudem auch vergleichsweise einfach herzustellen waren.
Das Konzept der Tiefenrüstung gewann im 20. Jahrhundert stark an Bedeutung, weil die Kriege materialintensiver und die Waffen komplexer wurden. So führte der Erste Weltkrieg, bei dem anfangs nur mit einer Dauer von wenigen Wochen gerechnet wurde, allen Kriegsparteien die Bedeutung des eigenen und des gegnerischen Industriepotenzials vor Augen. Je länger er dauerte, desto wichtiger wurden nicht-militärische Faktoren wie Rohstoffversorgung und Produktionskapazitäten.
So war vor allem im späteren Verlauf des Zweiten Weltkrieges die Tiefenrüstung der entscheidende Punkt, um solch einen langen Materialkrieg bestehen zu können. Da Deutschland nicht die Mittel hatte, um Tiefen- und Breitenrüstung zu betreiben, entschied sich die Führung und vor allem Hitler bei der Aufrüstung der Wehrmacht für die Breitenrüstung, um die Rüstungsziele schnell zu erreichen. Die schnellen Blitzkrieg-Siege über Polen, Dänemark, Norwegen, Niederlande, Belgien, Luxemburg und Frankreich und der damit verbundene geringe Material- und Munitionsverbrauch suggerierten, diese Entscheidung sei richtig gewesen. Mit fortschreitender Kriegsdauer erwies sich dieser Weg aber als Sackgasse. Um mit den gigantischen Produktionskapazitäten der Sowjetunion und vor allem der Vereinigten Staaten halbwegs mithalten zu können, hätte es einer Konzentration auf nur wenige militärische Großgeräte und deren einfacher Massenherstellung bedurft, welche aber erst spät und somit ohne große Auswirkung auf den Kriegsverlauf unter dem Rüstungsminister Albert Speer durchzuführen versucht wurde.

## Historische Rüstungspolitik in Deutschland
Die Gründung des Deutschen Kaiserreiches (1871 in Versailles) erfolgte im Zuge des Deutsch-Französischen Krieges. Der schnelle Sieg war maßgeblich Folge einer überlegenen Artillerie; auch die Bedeutung guter Gewehre und Maschinengewehre war in diesem Krieg (wie auch in einigen anderen dieser Zeit) allgemein bewusst geworden.
Bis 1890 wurde die Rüstungspolitik maßgeblich von Bismarck geprägt; danach von Kaiser Wilhelm II. (der erfolgreich auf eine teure Aufrüstung der Marine drängte).
Zur Rüstung des Deutschen Heeres siehe
- Deutsches Heer (Deutsches Kaiserreich)#Bewaffnung und Ausrüstung

Im Ersten Weltkrieg stellten alle stark beteiligten Länder ihre Volkswirtschaften (Industrie, Landwirtschaft usw.) auf Kriegswirtschaft um, verausgabten sich völlig und waren am Kriegsende de facto Konkurs. In Deutschland kam es zu einer von 1914 bis 1923 währenden Inflation, die erst 1923/24 nach einer Hyperinflation endete. Der Versailler Vertrag rüstete die Reichswehr massiv ab und legte der Rüstungspolitik der Weimarer Republik enge Fesseln an.
Zum 1. Februar 1927 beendete die Interalliierte Militärkontrollkommission, die bis dahin die Abrüstung überwacht hatte, ihre Tätigkeit.
1928 brachte der Beschluss zum Bau des kampfkräftigen Panzerschiffs A, das den Bestimmungen des Versailler Vertrags entsprach – eine Prestigefrage – Reichskanzler Hermann Müller und seiner Koalition (28. Juni 1928 bis 27. März 1930) in Schwierigkeiten. Für die Reichswehrführung war die Entscheidung zum Bau eine politische Grundsatzentscheidung. Der Haushalt 1929 enthielt bereits die erste Rate für das Panzerschiff B.
Die Reichswehr erreichte eine Erhöhung des Wehretats. Eine Kritik am Wehretat wurde als Angriff auf die Reichswehr und damit den Staat betrachtet.
Nach dem Beginn der Weltwirtschaftskrise ergriffen viele Länder radikale Maßnahmen, um ihre Staatshaushalte (d. h. die Einnahmen und Ausgaben) in ein Gleichgewicht zu bringen. In diesem Zuge wurde auch der Wehretat reduziert. 
Bald nach dessen Machtübernahme (30. Januar 1933) begann das NS-Regime eine massive Aufrüstung der Wehrmacht. Deutschland war dadurch oft in Zahlungsschwierigkeiten; es gab wenig ausländische Devisen.

## Historische Rüstungspolitik in der Schweiz
Im 1848 neu gegründeten Bundesstaat lagen noch viele Kompetenzen des Militärwesens bei den Kantonen, den Gliedstaaten des Bundes. Beim Neuenburgerhandel, einem beinahe zum Krieg eskalierten Konflikt mit Preußen, sowie bei der Grenzbesetzung im Deutsch-Französischen Krieg von 1870/71 traten die Schwächen dieser Konzeption sowohl bei der Organisation wie bei der Rüstungsbeschaffung klar hervor: Die Armee wurde in der Folge weitgehend zur Bundessache erklärt (neue Militärordnung). Das führte im Ersten Weltkrieg zu einer deutlich gesteigerten Abwehrbereitschaft. 1915 musste zur Rüstungsfinanzierung eine einmalige Kriegssteuer erhoben werden; sie wurde durch Volksabstimmung genehmigt.
Mit der Errichtung des Völkerbundes und dem Beitritt der Schweiz glaubte man nach dem Krieg, den Rüstungsaufwand reduzieren zu können. Nach der Machtergreifung des Nationalsozialismus im Jahr 1933 revidierte man diese Ansicht; ab 1935 wurde – neu auch mit Einverständnis der Schweizer Sozialdemokratie – wieder eine Politik der Aufrüstung betrieben. Dennoch wies die Schweiz im Zweiten Weltkrieg rüstungstechnisch einen nicht unerheblichen Rückstand auf, beispielsweise verfügte sie über nur sehr wenige Panzer. Mit dem Réduit (Rückzug in die Alpen) versuchte man diesen Nachteil zu kompensieren. Die Schweiz wurde im Zweiten Weltkrieg jedoch nicht in Kampfhandlungen verwickelt, weshalb ihr bzw. ihrem Verteidigungsdispositiv die „Bewährungsprobe“ erspart blieb.
Während des Kalten Krieges ab 1950 erfolgte eine massive Aufrüstung der Schweizer Armee, anfänglich beanspruchten die Verteidigungsausgaben nahezu die Hälfte des gesamten Bundeshaushalts, andere – etwa sozialpolitische – Belange wurden knapp gehalten. Erst mit steigendem volkswirtschaftlichem Wohlstand wurde der Verteidigungsetat prozentual (jedoch nicht in absoluten Geldaufwendungen) zurückgefahren. Wie in den anderen europäischen Ländern brachte erst das Ende des Kalten Krieges ab 1990 einen spürbaren Rückgang der Verteidigungsausgaben.